# Vranić (Kotor Varoš)
Pour les articles homonymes, voir Vranić.
Vranić (en serbe cyrillique : Вранић) est un village de Bosnie-Herzégovine. Il est situé dans la municipalité de Kotor Varoš et dans la république serbe de Bosnie. Selon les premiers résultats du recensement bosnien de 2013, il compte 162 habitants.

## Démographie

### Évolution historique de la population dans la localité
| Vranić; Recensement 2013 : Total 162 habitants. |              |              |              |
| Année                                           | 1991.        | 1981.        | 1971.        |
| Bosniaques                                      | 277 (100,0%) | 289 (92,93%) | 327 (80,74%) |
| Croates                                         | –            | 12 (3,859%)  | 12 (2,963%)  |
| Serbes                                          | –            | 4 (1,286%)   | 62 (15,31%)  |
| Yougoslaves                                     | –            | –            | 2 (0,494%)   |
| Inconnus/Autres                                 | –            | 6 (1,929%)   | 2 (0,494%)   |
| Total                                           | 277          | 311          | 405          |

| 1948 | 1953 | 1961 | 1971 | 1981 | 1991 | 2013 |
| ---- | ---- | ---- | ---- | ---- | ---- | ---- |
| -    | -    | 324  | 405  | 311  | 277  | 162  |

|  |

### Répartition de la population par nationalités (1991)
En 1991, les 277 habitants du village étaient tous Musulmans (bosniaques).